# Malaika (gruppo musicale)
I Malaika sono un gruppo musicale sudafricano di genere afropop/kwaito. Il loro album di debutto, Malaika (2004) ha raggiunto lo status di disco di platino in Sudafrica con oltre 350 000 copie vendute. In seguito hanno pubblicato altri due album, entrambi di successo e pluripremiati in Sudafrica: Vuthelani (2005) e Sekunjalo (2007).
La formazione del gruppo comprende Jabulani Herald Ndaba, Matshediso Florence Mholo, Bongani Kevin Nchang e il produttore Guffy Pilane. Ndaba, Nchang e Pilane avevano precedentemente militato in un gruppo musicale kwaito chiamato Stouters.

## Discografia

### Album in studio
- 2003 - Malaika
- 2005 - Vuthelani
- 2007 - Sekunjalo
- 2008 - Mmatswale

### Raccolte
- 2010 - The Best of